# Слоняви
Слоняви (пол. Słoniawy) — село в Польщі, у гміні Карнево Маковського повіту Мазовецького воєводства.
Населення — 255 осіб (2011).
У 1975—1998 роках село належало до Цехановського воєводства.

## Демографія
Демографічна структура станом на 31 березня 2011 року:
|          | Загалом | Допрацездатний вік | Працездатний вік | Постпрацездатний вік |
| -------- | ------- | ------------------ | ---------------- | -------------------- |
| Чоловіки | 127     | 34                 | 74               | 19                   |
| Жінки    | 128     | 26                 | 74               | 28                   |
| Разом    | 255     | 60                 | 148              | 47                   |